# Goulburn Islands
Le Goulburn Islands sono un gruppo di isole situate nel mar degli Alfuri, lungo la costa della Terra di Arnhem, nel Territorio del Nord, in Australia. Le isole fanno parte della contea di West Arnhem. Sono terreni di proprietà del popolo aborigeno Warruwi. La popolazione delle isole era di 423 persone, al censimento del 2011; la maggior parte della popolazione risiede nell'isola di South Goulburn.

## Geografia
Il gruppo delle Goulburn Islands si trova a nord di Ross Point ed è composto da due isole maggiori e alcuni piccoli isolotti:
- South Goulburn Island, ha una superficie di 78 km² e si trova a 3 km dalla costa, divisa dallo stretto Macquarie.[3] L'isola è dotata di un aeroporto (IATA: GBL). A sud-ovest, a circa 3 miglia, si trova il piccolo isolotto di Sims Islet che ha un'altezza di 18 m[2].
- North Goulburn Island, lunga circa 11 km[2] ha una superficie di 36 km² e dista dalla costa 16 km.[3]

## Storia
Avvistate probabilmente nel 1644 da Abel Tasman, hanno avuto il loro nome nel 1818 dal capitano Phillip Parker King in onore di Henry Goulburn, allora sottosegretario alle colonie (Under-Secretary of State for War and the Colonies).